# Бархатиха (Архангельская область)
Бархатиха — деревня в Плесецком районе Архангельской области, составе  Тарасовского сельского поселения. Часть упразднённого села Церковное.

## География
Находится рядом с деревней Скрипово. Вблизи протекает река Шорда, берег которой в районе Бархатихи очень крутой.

## История
Деревня впервые упоминается в 1556 году в Сотных Каргопольского уезда («Платёжнице Я. Сабурова и И. Кутузова»). С XVIII века по XX век в деревня была центром Церковнического прихода, при котором имелись 2 церкви: Троицкая с колокольней, 1796 года и Никольская, 1693 года. В январе 1920 года в ходе артиллерийского обстрела сгорела Никольская церковь. В начале 1930-х была разобрана на материалы Троицкая. В 1939-1953 годах была построена средняя школа. В данный момент в ней находится сельский музей и молитвенный зал Мирнинского прихода.

## Население
| 2002 | 2010 | 2012 |
| ---- | ---- | ---- |
| 59   | ↘29  | ↗73  |

## Инфраструктура
В деревне установлены 2 таксофона, автобусная остановка, 1 частный магазин, библиотека, краеведческий музей, молитвенный зал Русской православной церкви.

## Достопримечательности
В деревне установлен мемориал погибшим в годы Великой Отечественной войны односельчанам.